# Marx Reloaded
Marx Reloaded ist eine Kulturdokumentation, die den Ideen des deutschen Sozialisten  und Philosophen Karl Marx  nachgeht und ihre Relevanz für das Verständnis der globalen Wirtschafts- und Finanzkrise ab 2007 untersucht. Diese Krise löste die tiefste weltweite Rezession seit siebzig Jahren aus. Sie veranlasste die US-amerikanische Regierung mehr als eine Billion Dollar einzusetzen, um das Bankensystem vor dem Zusammenbruch zu bewahren. Doch noch heute sind die finalen Auswirkungen der Krise in Europa und dem Rest der Welt unklar. 
Der Autor und Regisseur Jason Barker befragt für Marx Reloaded sowohl führende Marx-Experten als auch Kritiker der momentanen Marx-Renaissance. In verspielten Animationen begleitet der Zuschauer Karl Marx bei seinen Abenteuern in einer Matrix seiner eigenen Ideen. 
In der Dokumentation werden Interviews mit den folgenden Gesprächspartnern geführt: Norbert Bolz, Micha Brumlik, John Gray, Michael Hardt, Herfried Münkler, Antonio Negri, Nina Power, Jacques Rancière, Peter Sloterdijk, Alberto Toscano, Slavoj Žižek.